# SIG P239手槍
SIG P239是由瑞士Swiss Arms（前SIG Arms）设计，为个人防身用途的半自动手枪。P239有3种口径：9×19毫米鲁格弹、.357 SIG和.40 S&W。

## 設計及型號
P239枪身总长为6.6英寸、全高为5.2英寸，无弹时重约25-27盎司（因口径而异）。由于尺寸緊湊，适合隐蔽携枪，P239在美国很受欢迎。其弹匣容量为8发（9毫米）或7发（.357 SIG或.40 S&W）。 
SIG P239可使用純雙動（DAO）、或雙動／單動（DA/SA）的擊發模式工作。和所有SIG的半自動手槍產品一樣，P239具有一個待擊解除桿，該特點使得在雙動／單動機構已將子彈入膛的情況下，也可完全安全地攜帶。這意味首發子彈只能是在扳機被實際扣下、且是一標準長度的雙動的扣扳機動作時才能被發射。後續的子彈可在單動模式下被擊發，即手槍可利用反衝自動回到待擊狀態。另外，只供執法部門使用的使DAK扳機，DAK類似DAO，但扳機扣力只有6.5磅。
SIG P239亦有一種衍生型，名為SIG P239 SAS。SIG P239 SAS裝有木制握把片，不鏽鋼套筒。

## 外部链接

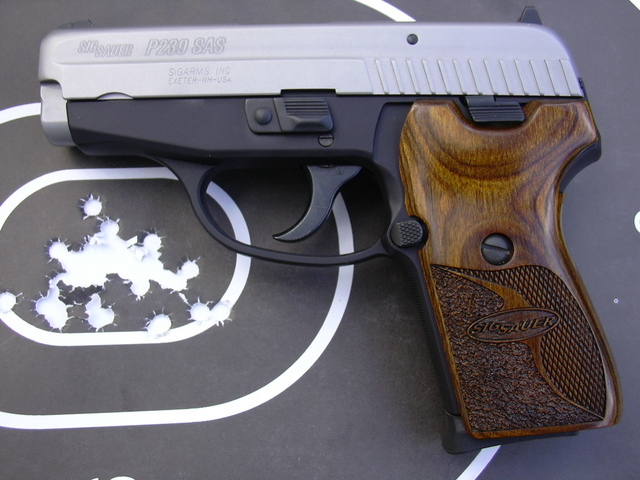
SIG P239 SAS

## 使用國
- 德国
- 拉脫維亞
- 瑞典
- 瑞士
- 美国
  - 美國移民及海關執法局（.40口徑型）
  - 美國海軍犯罪調查局（.40口徑型）
  - 美國海軍三棲特戰隊
  - 美國海軍特種作戰開發組
  - 地方警察部門